# Canephora vestitella
Canephora vestitella är en fjärilsart som beskrevs av Jacob Hübner 1816/27. Canephora vestitella ingår i släktet Canephora och familjen säckspinnare. Inga underarter finns listade i Catalogue of Life.